# Sévignacq
Pour les articles homonymes, voir Sévignacq (homonymie).
Sévignacq (en béarnais Sevinhac ou Sebignac) est une commune française située dans le département des Pyrénées-Atlantiques, en région Nouvelle-Aquitaine.
Le gentilé est Sévignacquais.

## Géographie

### Localisation
La commune de Sévignacq se trouve dans le département des Pyrénées-Atlantiques, en région Nouvelle-Aquitaine.
Elle se situe à 27 km par la route de Pau, préfecture du département, et à 18 km de Serres-Castet, bureau centralisateur du canton des Terres des Luys et Coteaux du Vic-Bilh dont dépend la commune depuis 2015 pour les élections départementales. 
La commune fait en outre partie du bassin de vie de Pau.
Les communes les plus proches sont : 
Lasclaveries (2,3 km), Coslédaà-Lube-Boast (2,9 km), Escoubès (3,1 km), Barinque (3,9 km), Miossens-Lanusse (4,2 km), Escoubès (4,6 km), Carrère (4,9 km), Saint-Armou (5,1 km).
Sur le plan historique et culturel, Sévignacq fait partie de la province du Béarn, qui fut également un État et qui présente une unité historique et culturelle à laquelle s’oppose une diversité frappante de paysages au relief tourmenté.

### Communes limitrophes
Les communes limitrophes sont  Barinque, Carrère, Coslédaà-Lube-Boast, Escoubès, Lannecaube, Lasclaveries, Miossens-Lanusse et Mouhous.
| Carrère                       | Mouhous   | Lannecaube          |
| Miossens-Lanusse Lasclaveries | Sévignacq | Coslédaà-Lube-Boast |
| Barinque                      | Barinque  | Escoubès            |

### Hydrographie

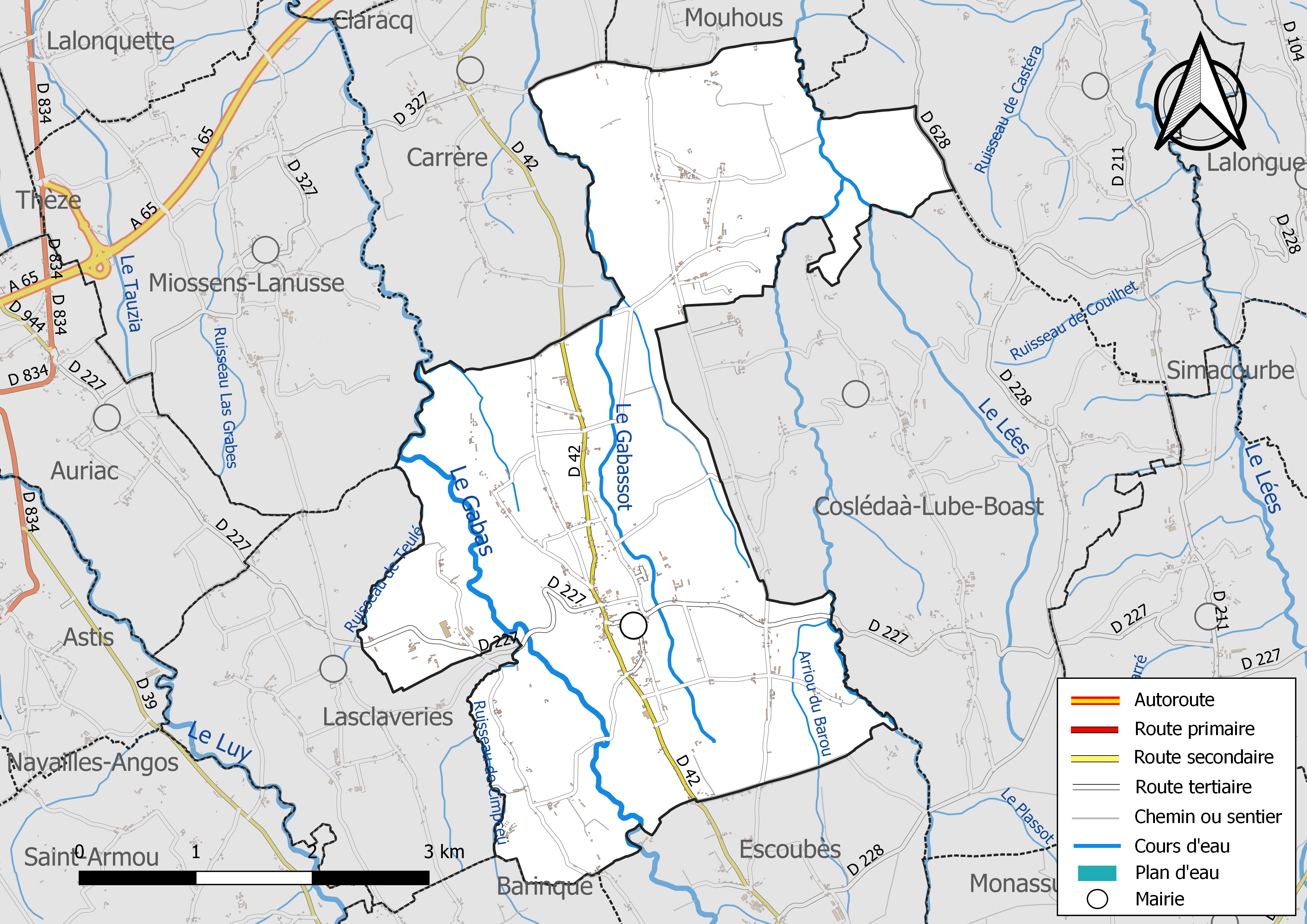
Réseaux hydrographique et routier de Sévignacq.

La commune est drainée par le Gabas, le Gabassot, le Lasset, le Laas, l'arriou du Barou, le ruisseau de Cimpceü, le ruisseau de Teulé, et par divers petits cours d'eau, constituant un réseau hydrographique de 22 km de longueur totale,.
Le Gabas, d'une longueur totale de 116,7 km, prend sa source dans la commune d'Ossun et s'écoule du sud-est vers le nord-ouest. Il longe la commune sur son flanc ouest et se jette dans l'Adour à Souprosse, après avoir traversé 43 communes.
Le Gabassot, d'une longueur totale de 17,4 km, prend sa source dans la commune et s'écoule vers le nord. Il traverse la commune, faisant office de limite communale avec Carrère, et se jette dans le Léez à Castetbon, après avoir traversé 9 communes.
Le Lasset, d'une longueur totale de 11,1 km, prend sa source dans la commune de Monassut-Audiracq et s'écoule du sud vers le nord. Il traverse la commune et se jette dans le Léez sur le territoire communal, après avoir traversé 5 communes.
Le Laas, d'une longueur totale de 13,8 km, prend sa source dans la commune de Coslédaà-Lube-Boast et s'écoule vers le nord. Il traverse la commune dans sa partie nord-est puis fait office de limite séparative avec les communes de Lannecaube et Mouhous. Il se jette dans le Léez à Baliracq-Maumusson, après avoir traversé 6 communes.

### Climat
Pour des articles plus généraux, voir Climat de la Nouvelle-Aquitaine et Climat des Pyrénées-Atlantiques.
Historiquement, la commune est exposée à un climat de montagne.  
En 2020, Météo-France publie une typologie des climats de la France métropolitaine dans laquelle la commune est toujours exposée à un climat de montagne et est dans la région climatique Pyrénées atlantiques, caractérisée par une pluviométrie élevée (>1 200 mm/an) en toutes saisons, des hivers très doux (7,5 °C en plaine) et des vents faibles.
Pour la période 1971-2000, la température annuelle moyenne est de 12,9 °C, avec une amplitude thermique annuelle de 14,5 °C. Le cumul annuel moyen de précipitations est de 1 149 mm, avec 11,8 jours de précipitations en janvier et 7,9 jours en juillet. Pour la période 1991-2020, la température moyenne annuelle observée sur la station météorologique la plus proche, située sur la commune d'Uzein à 15 km à vol d'oiseau, est de 13,7 °C et le cumul annuel moyen de précipitations est de 1 093,8 mm,. Pour l'avenir, les paramètres climatiques de la commune estimés pour 2050 selon différents scénarios d’émission de gaz à effet de serre sont consultables sur un site dédié publié par Météo-France en novembre 2022.

### Milieux naturels et biodiversité
Aucun espace naturel présentant un intérêt patrimonial n'est recensé sur la commune dans l'inventaire national du patrimoine naturel,,.

## Urbanisme

### Typologie
Au 1er janvier 2024, Sévignacq est catégorisée commune rurale à habitat dispersé, selon la nouvelle grille communale de densité à sept niveaux définie par l'Insee en 2022.
Elle est située hors unité urbaine. Par ailleurs la commune fait partie de l'aire d'attraction de Pau, dont elle est une commune de la couronne,. Cette aire, qui regroupe 227 communes, est catégorisée dans les aires de 200 000 à moins de 700 000 habitants,.

### Occupation des sols

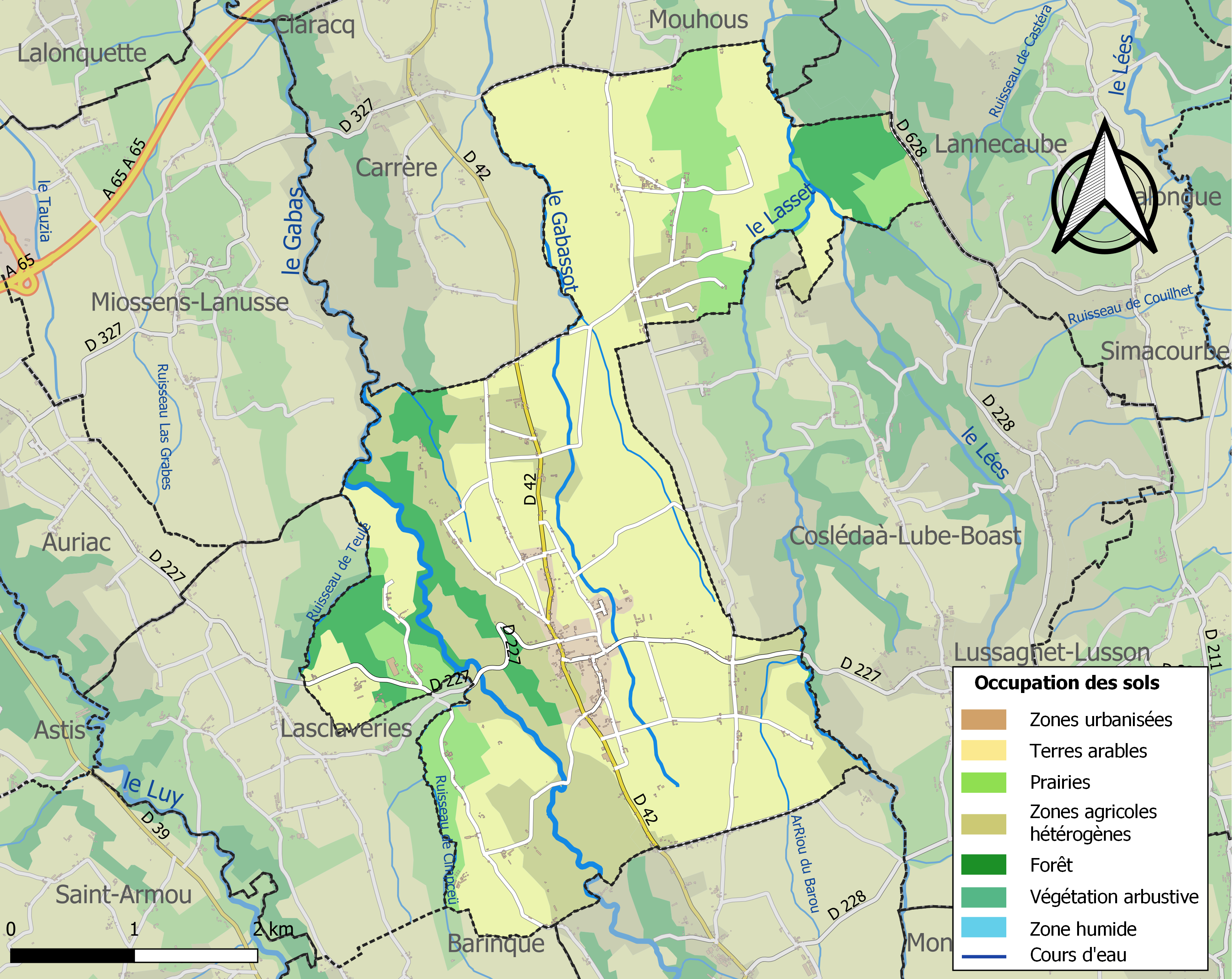
Carte des infrastructures et de l'occupation des sols de la commune en 2018 (CLC).

L'occupation des sols de la commune, telle qu'elle ressort de la base de données européenne d’occupation biophysique des sols Corine Land Cover (CLC), est marquée par l'importance des territoires agricoles (88,1 % en 2018), une proportion sensiblement équivalente à celle de 1990 (88 %). La répartition détaillée en 2018 est la suivante : 
terres arables (56,9 %), zones agricoles hétérogènes (20,4 %), prairies (10,8 %), forêts (9,2 %), zones urbanisées (2,7 %). L'évolution de l’occupation des sols de la commune et de ses infrastructures peut être observée sur les différentes représentations cartographiques du territoire : la carte de Cassini (XVIIIe siècle), la carte d'état-major (1820-1866) et les cartes ou photos aériennes de l'IGN pour la période actuelle (1950 à aujourd'hui).

### Lieux-dits et hameaux
- Ambole ;
- Balentin ;
- Bayle ;
- Baziet ;
- Couhet ;
- Guiret
- Labarthe ;
- Lapardebat ;
- Lapardesus ;
- Layus ;
- Loubée-Bedout ;
- Loubée-Herran ;
- Loubée-Soubirou ;
- Moulin ;
- Moulin de Larribère ;
- Pedibat ;
- Peyrou ;
- Pleyt ;
- Poulet.

### Voies de communication et transports
La commune est desservie par les routes départementales D 42, D 227 et D 628.

### Risques majeurs
Le territoire de la commune de Sévignacq est vulnérable à différents aléas naturels : météorologiques (tempête, orage, neige, grand froid, canicule ou sécheresse), inondations et séisme (sismicité modérée). Il est également exposé à un risque technologique, la rupture d'un barrage. Un site publié par le BRGM permet d'évaluer simplement et rapidement les risques d'un bien localisé soit par son adresse soit par le numéro de sa parcelle.

#### Risques naturels
Certaines parties du territoire communal sont susceptibles d’être affectées par le risque d’inondation par une crue à  débordement lent de cours d'eau, notamment le Laas, le Lasset, le Gabassot et le Gabas. La commune a été reconnue en état de catastrophe naturelle au titre des dommages causés par les inondations et coulées de boue survenues en 1982, 2009 et 2018,.

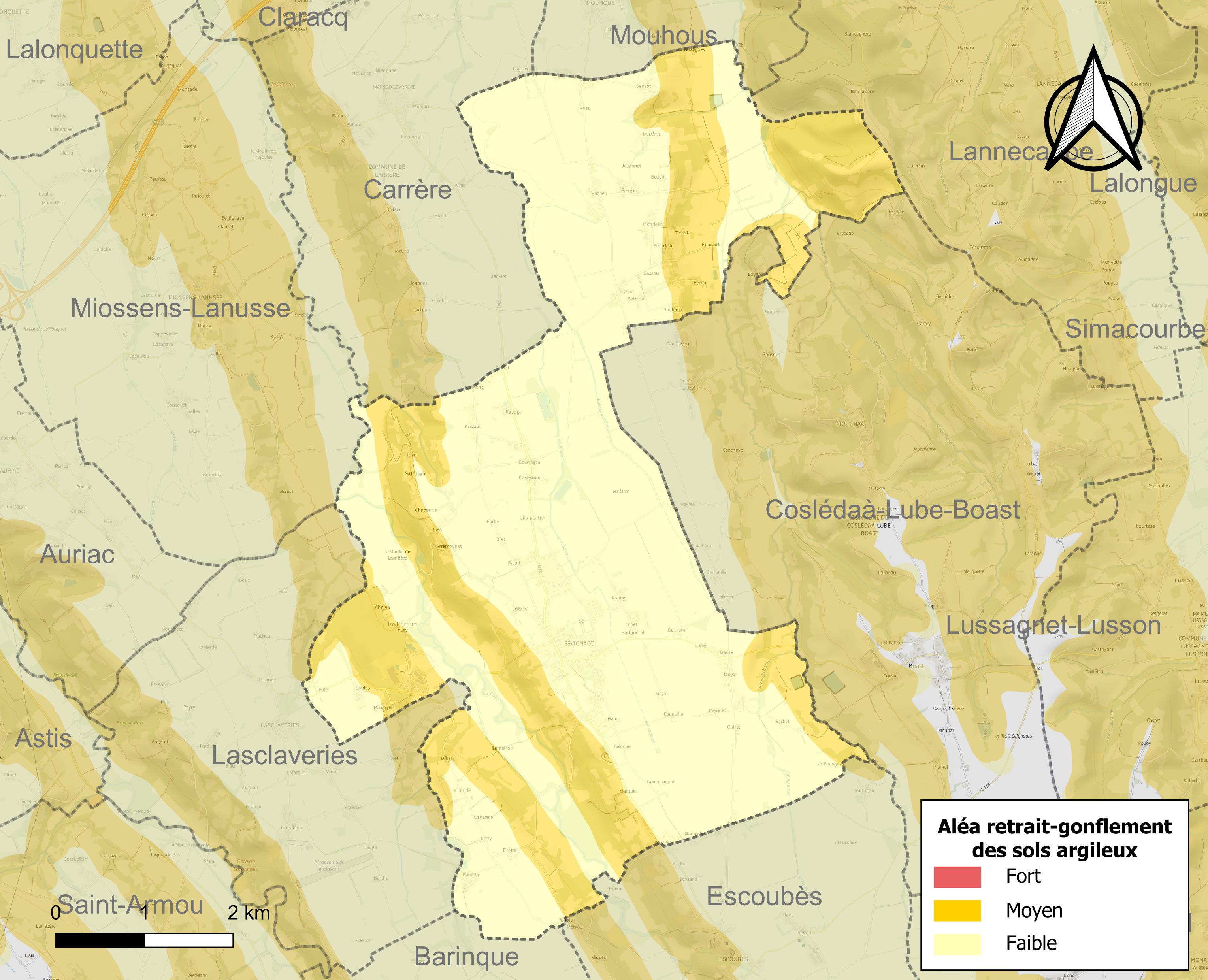
Carte des zones d'aléa retrait-gonflement des sols argileux de Sévignacq.

Le retrait-gonflement des sols argileux est susceptible d'engendrer des dommages importants aux bâtiments en cas d’alternance de périodes de sécheresse et de pluie. 31,1 % de la superficie communale est en aléa moyen ou fort (59 % au niveau départemental et 48,5 % au niveau national). Depuis le 1er octobre 2020, en application de la loi ELAN, différentes contraintes s'imposent aux vendeurs, maîtres d'ouvrages ou constructeurs de biens situés dans une zone classée en aléa moyen ou fort,.

#### Risque technologique
La commune est en outre située en aval de barrages de classe A. À ce titre elle est susceptible d’être touchée par l’onde de submersion consécutive à la rupture de cet ouvrage.

## Toponymie
Le toponyme Sévignacq apparaît sous les formes 
Sanctus-Petrus de Sevinhac et Seviniacum (respectivement 1101 et 1115, cartulaire de Lescar), 
Sevinhacum (1279, cartulaire du château de Pau), 
Sebinhac (XIIIe siècle, fors de Béarn), 
Sevinhac-Darrer (1385, censier de Béarn) et 
Sévignacq-Thèze.
Son nom béarnais est Sevinhac ou Sebignac.
Le toponyme Baziet, hameau de Sévignacq, apparaît sous les formes 
Lo Bazet (1385, censier de Béarn) et 
Basiet (1547, réformation de Béarn).
Le toponyme Loubé, hameau de Sévignacq, apparaît sous les formes 
Lobee, le parsan de Lubbet et la seigneurie de Loubée (respectivement 1547, 1673 et 1683, réformation de Béarn).

## Histoire
Paul Raymond note que la commune comptait une abbaye laïque, vassale de la vicomté de Béarn, tout comme le fief de Loubé.
En 1385, Sévignacq comptait vingt-sept feux et dépendait du bailliage de Pau.

## Politique et administration
L'ancien nom de la commune est Sévignacq-Thèze, encore utilisé localement. La commune s'est appelée Sévignacq en application du décret du 18 août 1989 portant changement de nom de communes.
| Période    | Période  | Identité        | Étiquette | Qualité |
| ---------- | -------- | --------------- | --------- | ------- |
| avant 1988 | ?        | Zélien Cambayou | PCF       |         |
| 1989       | 2001     | Jean Clèdes     |           |         |
| 2001       | En cours | Michel Cuyaubé  |           |         |

Depuis mars 2007, la commune dispose d'une antenne de la cyber-base des 2 Luys, financée avec le concours de la communauté de communes de Thèze, le conseil général des Pyrénées-Atlantiques et la Caisse des Dépôts et des Consignations.

### Intercommunalité
Sévignacq fait partie de quatre structures intercommunales :
- la communauté de communes des Luys en Béarn ;
- le syndicat à vocation scolaire d'Escoubès et Sévignacq ;
- le syndicat d'énergie des Pyrénées-Atlantiques ;
- le syndicat intercommunal d'alimentation en eau potable Luy - Gabas - Lées.

Sévignacq accueille le siège du SIECTOM coteaux Béarn Adour ainsi que celui du syndicat à vocation scolaire d'Escoubès et Sévignacq.

## Population et société

### Démographie
L'évolution du nombre d'habitants est connue à travers les recensements de la population effectués dans la commune depuis 1793. Pour les communes de moins de 10 000 habitants, une enquête de recensement portant sur toute la population est réalisée tous les cinq ans, les populations de référence des années intermédiaires étant quant à elles estimées par interpolation ou extrapolation. Pour la commune, le premier recensement exhaustif entrant dans le cadre du nouveau dispositif a été réalisé en 2007.

En 2022, la commune comptait 796 habitants, en évolution de +6,13 % par rapport à 2016 (Pyrénées-Atlantiques : +3,78 %, France hors Mayotte : +2,11 %).
| 1793 | 1800 | 1806 | 1821 | 1831  | 1836  | 1841  | 1846 | 1851 |
| ---- | ---- | ---- | ---- | ----- | ----- | ----- | ---- | ---- |
| 678  | 851  | 832  | 949  | 1 011 | 1 012 | 1 049 | 966  | 999  |

| 1856 | 1861 | 1866 | 1872 | 1876 | 1881 | 1886 | 1891 | 1896 |
| ---- | ---- | ---- | ---- | ---- | ---- | ---- | ---- | ---- |
| 973  | 969  | 916  | 895  | 884  | 811  | 802  | 804  | 821  |

| 1901 | 1906 | 1911 | 1921 | 1926 | 1931 | 1936 | 1946 | 1954 |
| ---- | ---- | ---- | ---- | ---- | ---- | ---- | ---- | ---- |
| 821  | 821  | 809  | 711  | 691  | 666  | 680  | 640  | 616  |

| 1962 | 1968 | 1975 | 1982 | 1990 | 1999 | 2006 | 2007 | 2012 |
| ---- | ---- | ---- | ---- | ---- | ---- | ---- | ---- | ---- |
| 610  | 578  | 580  | 558  | 532  | 606  | 659  | 667  | 715  |

| 2017 | 2022 | - | - | - | - | - | - | - |
| ---- | ---- | - | - | - | - | - | - | - |
| 749  | 796  | - | - | - | - | - | - | - |

Sévignacq fait partie de l'aire d'attraction de Pau.

## Culture locale et patrimoine

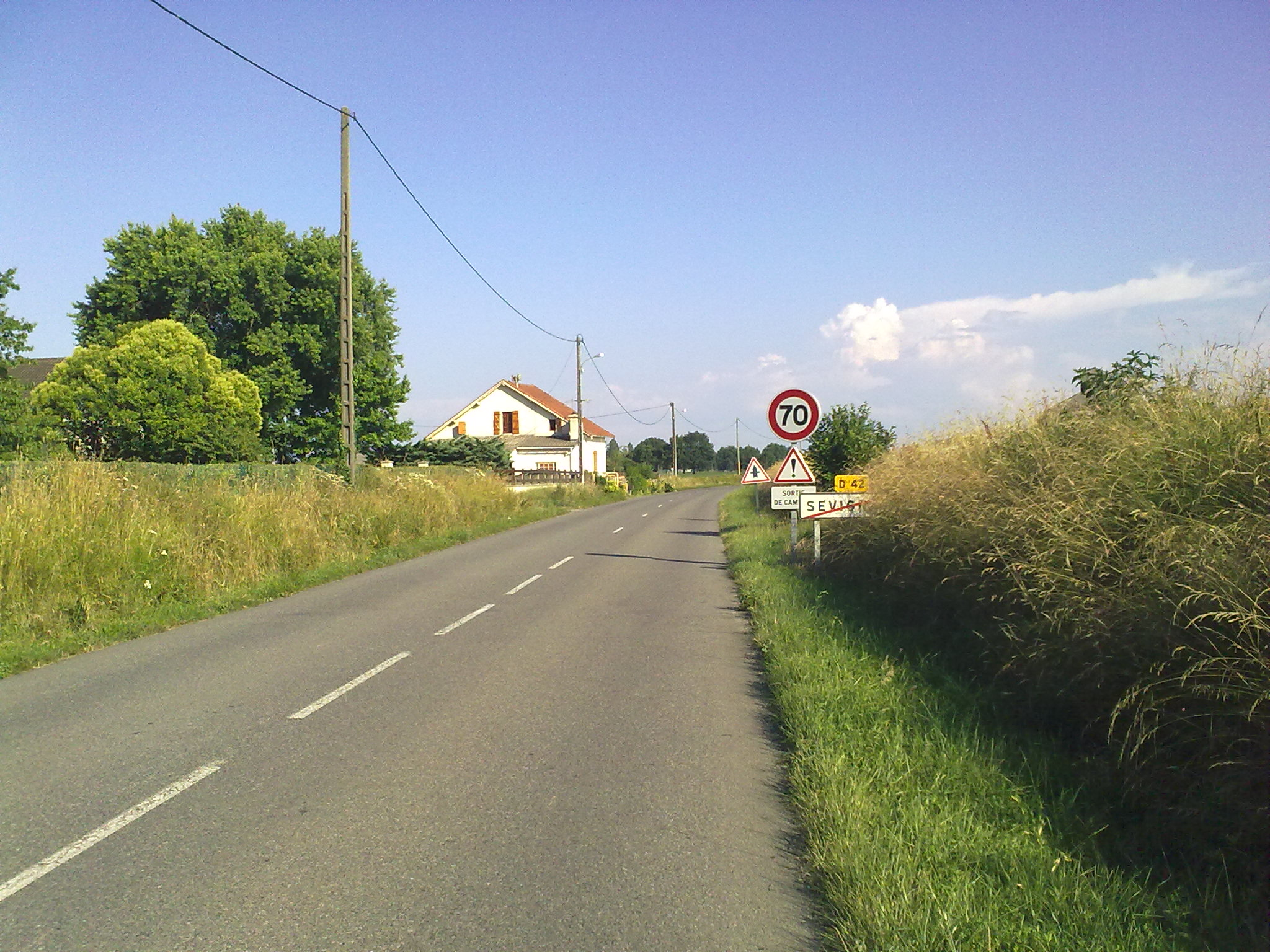
Sortie de Sévignacq vers le sud.

### Patrimoine civil
Les vestiges d'un castelnau témoignent du passé ancien de la commune.
Le château dit de Bataille fut édifié au XVIIIe siècle.
La commune présente un ensemble de demeures et de fermes des XVIIe, XVIIIe et XIXe siècles.
Deux moulins sont répertoriés à l'inventaire général du patrimoine culturel, l'un du XVIIIe siècle et l'autre du XIXe siècle.

### Patrimoine religieux

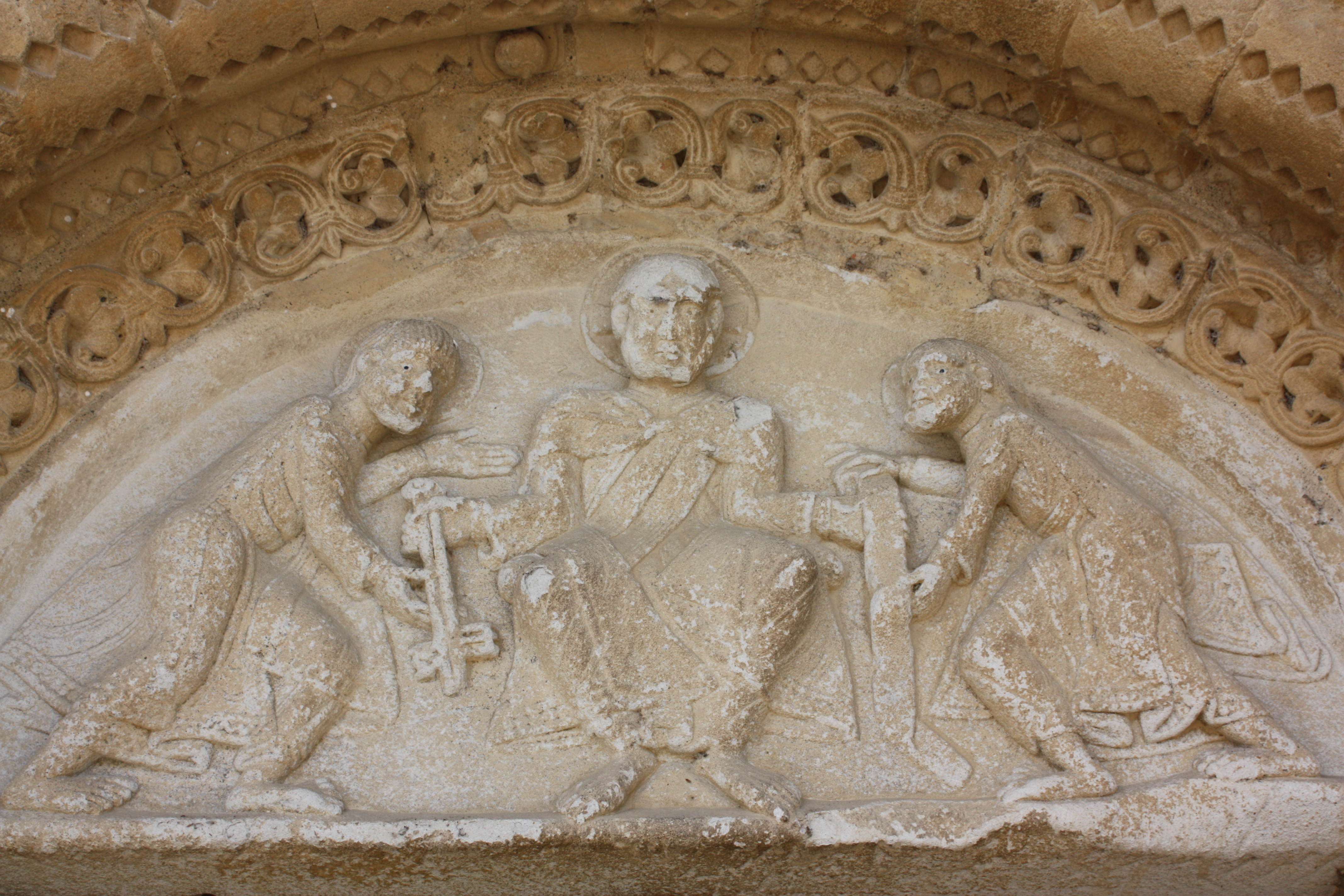
Le tympan de l'église Saint-Pierre, qui est l'une des rares églises romanes restantes dans sa région.

L'église Saint-Pierre date des fondations du XIe siècle. Elle recèle du mobilier, une verrière, des statues, des objets et des tableaux inscrits à l'inventaire général du patrimoine culturel.
En l'an 1072, l'église Saint-Pierre fut édifiée et donnée à la cathédrale de Lescar par le seigneur de Sévignacq, Garcias Arnaud de Desast. En effet, ce dernier fut coupable d'un double crime, commis sous les yeux de l'évêque de Lescar, Grégoire, qui exigea en réparation, la construction de l'église de Sévignacq. Elle fut bâtie sur les fondations de l'ancienne église, elle-même édifiée, sur un site d'occupation gallo-romaine. Quelques années plus tard, l'église fut rendue à Sévignacq.
À cette époque un enclos ecclésial, c'est-à-dire une protection divine autour de l'église, matérialisée par des fossés profonds, fut mis en place.
Au XVIIe siècle, Catherine de Gramont, fille de Diane Corisande d'Andoins (célèbre maîtresse d'Henri IV) et de Philibert de Gramont, fit construire sa résidence principale à Sévignacq, près de l'église. Elle y vécut cinq ans et désira être enterrée en l'église de Sévignacq, où elle repose sous la dalle en marbre blanc, toujours présente à l'entrée de l'édifice.

## Équipements

### Enseignement
Sévignacq dispose d'une école primaire, qu'elle met en commun avec Escoubès au sein d'un regroupement pédagogique intercommunal.

### Sports et équipements sportifs
L'Entente Sévignacq-Vallée du Gabas est une équipe de rugby à XV évoluant en Championnat de France de 3e division fédérale.

### Accueil de jour
Depuis 2008, la commune dispose en semaine un accueil de jour réservé aux personnes âgées de 60 ans et plus, en faveur de plusieurs communes.